# 浅見正男
浅見 正男（あさみ まさお、1960年 - ）は、日本の実業家。荏原製作所取締役会長。
同社の取締役兼代表執行役社長兼CEO兼COOを歴任した。

## 人物・経歴
東京都出身。1986年、横浜国立大学工学部安全工学科卒業後、荏原製作所に入社。LNGなど極低温用ポンプの技術営業や精密製品の海外営業を経て米国に赴任。2010年執行役員。2015年執行役常務。2016年 精密・電子事業カンパニープレジデント。2019年に取締役 代表執行役社長に就任し、2023年より取締役代表執行役社長兼CEO兼COOを務める。
2025年（令和7年）3月26日付で同社執行役兼CFO（経営企画・財務・会計・税務担当）の細田修吾が取締役兼代表執行役社長兼CEO兼COOに就任するのに合わせ、それまで同職に所属していた浅見は取締役会長に就任した。